# Des gosses de riches

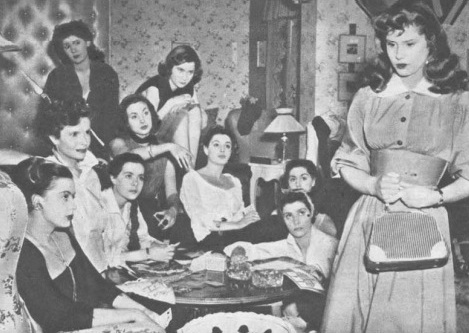
Une scène du film.

Des gosses de riches (italien : Fanciulle di lusso) est un film de comédie franco-italien réalisé par Bernard Vorhaus, sorti en 1953. Le film a été tourné à Cinecittà dans des décors conçus par le directeur artistique Franco Lolli.

## Synopsis
Après avoir terminé ses études, une Américaine, Susan Miller, passe une période de vacances à Rome avec ses parents. Son père, un homme riche qui a mené une vie dissipée, l'envoie compléter son éducation mondaine au célèbre collège de Mont-Fleuri, en Suisse.

## Fiche technique
- Titre : Des gosses de riches
- Titre original : Fanciulle di lusso
- Réalisation : Bernard Vorhaus
- Scénario : Ennio Flaiano
- Production : Cines
- Décors : Franco Lolli
- Photographie : Piero Portalupi
- Musique : Nino Rota
- Durée : 100 min
- Pays de production :  France,  Italie
- Date : 1953

## Distribution
- Susan Stephen : Lorna Whitmore
- Anna Maria Ferrero : Valérie De Béranger
- Jacques Sernas : Jean-Jacques
- Steve Barclay : George Whitmore
- Marina Vlady : Eljay
- Brunella Bovo : Jeannie Gordon
- Rossana Podestà : Pereira
- Elisa Cegani : madame Charpentier
- Claudio Gora : professeur Charpentier
- Estelle Brody : Mme Whitmore
- Paola Mori : Beejay
- Roberto Risso : Steve
- Liane Del Balzo : princesse De Vick-Béranger
- Leopoldo Savona : petit ami de Val
- Luisella Boni